# پی‌دی‌بی‌سام
پی‌دی‌بی‌سام (انگلیسی: PDBsum) یک پایگاه داده‌است که نگاهی اجمالی به محتویات و ساختار درشت‌مولکول‌هایی است که در بانک داده پروتئین نگهداری می‌شود. نسخهٔ اصلی این پایگاه داده حوالی سال ۱۹۹۵ میلادی، توسط رومن لاسکوفسکی و همکاران در کالج دانشگاهی لندن ایجاد شد.
هر ساختار پروتئینی در این پایگاه داده، دارای یک تصویر (از جلو، از بالا و از پائین)، محتوای مولکولی ترکیب شیمیایی، طرح‌واره‌ای از واکنش آنزیمی احتمالی، تکالیف عملکردی هستی‌شناسی ژن، توصیف دقیق توالی یک دالتونی دومین توسط پی‌فم و اینترپرو، شرحی از مولکول‌های اتصالی، تصاویری از واکنش میان پروتئین و ساختارهای ثانویه، نمودار شماتیک از تعامل پروتئین-پروتئین، تحلیل شکاف‌های درون ساختمان پروتئین و پیوندهای اینترنتی به پایگاه‌های داده‌های دیگر است.
در این پایگاه داده، از نرم‌افزارهای گرافیک مولکولی راس‌مول و جی‌مول جهت نمایش سه‌بعدی مولکول‌ها و تعامل شیمیایی میان آنها استفاده شده‌است.
از زمان انتشار پروژه ۱۰۰۰ ژنوم در اکتبر ۲۰۱۲ میلادی، تمامی گونه‌های مختلف اسید آمینه شناخته‌شده توسط این پروژه، به دقت به توالی پروتئین مربوط به خود در بانک داده پروتئین ارتباط داده شده‌است. این گونه‌ها در پی‌دی‌بی‌سام نشان داده شده و با شناسهٔ مرتبط به خود در یونی‌پروت ارجاع داده شده‌است. پی‌دی‌بی‌سام حاوی ساختارهایی است که ممکن است در داروپردازی به‌کار آیند. یکی از شاخه‌های این پایگاه داده به نام «دراگ‌پورت» (DrugPort) بر روی این مدل‌ها تمرکز دارد و با دراگ‌بنک هم مرتبط است.